# Iseilema holmesii
Iseilema holmesii är en gräsart som beskrevs av Stanley Thatcher Blake. Iseilema holmesii ingår i släktet Iseilema och familjen gräs. Inga underarter finns listade i Catalogue of Life.